# Ferdinand – Geht STIERisch ab!
Ferdinand – Geht STIERisch ab! (Originaltitel: Ferdinand) ist eine US-amerikanische computeranimierte Filmkomödie von den Blue Sky Studios aus dem Jahr 2017. Der Film basiert auf dem 1936 erschienenen Kinderbuch Ferdinand, der Stier von Munro Leaf und Robert Lawson.
Gegenüber dem Buch ist die Handlung um viele Wendungen und Personen erweitert.

## Handlung
Ferdinand ist ein spanischer Kampfstier, der, anders als für Tiere seiner Art üblich, lieber an Blumen riecht und sein Leben genießt, als Kämpfe mit Toreros in einer Arena auszuüben. Als er jedoch eingefangen wird und genau das von ihm verlangt wird, muss Ferdinand sich entscheiden, ob er seine Ideale verwirft oder kämpft, um seine Freiheit wiederzuerlangen.
Anfangs des Filmes lebt Ferdinand mit den anderen Stieren Valiente, Guapo und Bones auf dem Hof Casa del Toro des Besitzers Moreno. Alle anderen Stiere verspotten Ferdinand wegen seiner Friedfertigkeit und Liebe zu Blumen. Sie teilen die Erwartung, ein guter Stier sei einer, der sich auf den Kampf in der Arena vorbereite, um dort im Falle des Sieges Ruhm und Ehre zu erringen. Letzteres gilt auch für Ferdinands Vater, der sich stolz und siegessicher zum Stierkampf abholen lässt. Nachdem er nicht zurückkehrt, flieht Ferdinand vom Hof und landet schließlich auf einer Blumenfarm, wo er vom Besitzer Juan (Juanes) und seiner Tochter Nina adoptiert wird und mit dem Hund Paco in einer freundschaftlichen Konkurrenz lebt.
Ferdinand wird erwachsen und behält seinen gewaltfreien, blumenliebenden Charakter, wächst aber zu einer beeindruckenden Größe heran. Er muss deshalb auf der Blumenfarm bleiben, als Juan, Nina und Paco zum jährlichen Blumenfest in die Stadt fahren. Ferdinand folgt ihnen, wird von einer Biene gestochen (eine direkte Reminiszenz an das Buch) und richtet in der Folge unbeabsichtigt Unheil in der Stadt an. Er wird von den Männern der Casa del Toro eingefangen und dorthin zurück mitgenommen. Bones, Guapo und Valiente sind ebenfalls erwachsen geworden, zu ihnen sind noch ein schottischer Stier namens Angus und ein einschüchternder und wortloser Bulle namens Maquina dazugestoßen. Ferdinand wird von den Stieren immer noch nicht respektiert, freundet sich aber mit einer Ziege namens Elvira an, die ihn trotz seines mangelnden Interesses für den Stierkampf trainieren will. Dazu lernt er drei Igel namens Una, Dos, und Cuatro kennen, die häufig in die Casa del Toro kommen.
Eines Tages trifft ein legendärer und extrem geltungsbedürftiger Stierkämpfer namens Ronaldo in der Casa del Toro ein, um einen Bullen für seinen letzten Kampf auszuwählen. Bei einem ersten Versuch können die Stiere ihn nicht beeindrucken. Guapo wird weggebracht, aber nicht in die Arena, sondern in einen nahegelegenen Schlachthof. Die anderen Bullen erzählen Ferdinand, dass es ihr Schicksal sein wird, sobald Ronaldo einen Stier zum Kampf wählt. Obwohl es Ferdinand gelingt, sich mit Ausnahme von Valiente den Respekt der anderen Stiere zu erwerben, bleiben sie dennoch bei dem Glauben, dass der Kampf der einzige Weg für sie ist, zu leben. Ferdinand gelingt es, Elvira zu überreden, mit ihm zu Ninas Farm zurückzukehren. Um zu entkommen, zeigen die Igel ihnen einen Weg, der durchs Haus führt. Kurz bevor sie den Ausgang und damit die Freiheit erreichen, sieht Ferdinand an einer Wand das Bild seines Vaters mit seinen Hörnern und Dutzenden anderer Hörner. Ferdinand wird klar, dass der Bulle, der zum Kampf gewählt wurde, vom Matador getötet wird.
Ferdinand erzählt den anderen Bullen, dass sie auch nach dem Kampf noch getötet werden. Valiente ist als Einziger weiterhin nicht zu überzeugen. Er greift Ferdinand an, worauf Ferdinand ihm im Kampf versehentlich das rechte Horn abschlägt. Ronaldo wird Zeuge des Handgemenges und wählt Ferdinand nach dem Sieg über Valiente für den Kampf. Valiente wird in den Schlachthof gebracht. Ferdinand sammelt die restlichen Stiere, um zu entkommen, und geht selbst zum Schlachthof, um Valiente zu befreien. Der will sich zunächst gar nicht befreien lassen, aber Ferdinand appelliert an seine Kämpfernatur, und sie entdecken, dass Guapo noch am Leben ist. Als Ferdinand versucht, Guapo zu retten, aktiviert er versehentlich eine Reihe tödlicher Apparaturen, aber mit Hilfe des inzwischen umgestimmten Valiente entkommen sie dem Schlachthof. Die Stiere, Elvira und die Igel fliehen im Firmenwagen vom Trainingsgelände. Moreno und seine Mitarbeiter verfolgen sie.
Auf einer Verfolgungsjagd über die Autobahn und durch Madrid versuchen die Tiere verzweifelt, den Menschen zu entkommen. Sie landen auf dem Bahnhof Madrid Atocha, von dem aus Ferdinand zu Nina zurück möchte. Auf einem offenen Eisenbahnwagen docken die Stiere an einen Zug zurück zu Ninas Haus an, aber damit die anderen auf den Wagen kommen, opfert sich Ferdinand und wird von Moreno und seinen Angestellten gefangen genommen. Elvira bleibt bei ihm. Die Nachricht von Ferdinands bevorstehendem Kampf mit Ronaldo erreicht via Fernsehen auch Nina, und sie und Juan brechen nach Madrid auf.
Im Stierkampf in der Arena weicht Ferdinand dem angreifenden Ronaldo nur aus, dies aber so geschwind, dass die normalen Rollen (angreifender Stier, ausweichender Torero) sich vollkommen umkehren. Ferdinand katapultiert Ronaldo sogar versehentlich in den Stierstall. Der Torero versucht wütend, Ferdinand mit zwei Banderillas anzugreifen, aber Ferdinand verweigert die letzte Konfrontation. Als Ronaldo zum tödlichen Stoß ausholt, pfeift ihn die Menge der Zuschauer aus und nimmt engagiert Stellung für Ferdinand. Ronaldo verzichtet darauf, ihn zu töten, und zieht sich würdevoll zurück. Am Ende des Kampfes ist auch Nina in der Arena angekommen, und die beiden sind wieder vereint. Auch die anderen Stiere sind angekommen, um Ferdinand beizustehen, aber kommen nur noch zu seinem zurecht allein und pazifistisch errungenen Sieg.
Am Ende kehren Ferdinand und Nina nach Hause zurück, und die anderen Stiere, die Igel und Elvira ziehen mit auf die Farm. Der Film endet damit, dass die Tiere den Sonnenuntergang über einem Blumenfeld betrachten.
In einer kurzen Szene in den Credits begegnen die Igel ihrem totgeglaubten Bruder Tres.

## Synchronisation
Die Synchronisation des Films wurde bei der Interopa Film unter der Dialogregie von Manuel Straube erstellt.
| Rolle                      | Originalsprecher       | Deutscher Sprecher        |
| -------------------------- | ---------------------- | ------------------------- |
| Ferdinand                  | John Cena              | Daniel Aminati            |
| Elvira (im Original: Lupe) | Kate McKinnon          | Bettina Zimmermann        |
| Bones                      | Anthony Anderson       | Tim Sander                |
| Valiente                   | Bobby Cannavale        | Max Giermann              |
| Valientes Vater            | Bobby Cannavale        | Tilo Schmitz              |
| Guapo                      | Peyton Manning         | Tobias Schmidt            |
| El Primero                 | Miguel Ángel Silvestre | Sebastian Christoph Jacob |
| Angus                      | David Tennant          | Lutz Schnell              |
| Paco                       | Jerrod Carmichael      | Ben                       |
| Una                        | Gina Rodriguez         | Tanya Kahana              |
| Dos                        | Daveed Diggs           | Rainer Fritzsche          |
| Cuatro                     | Gabriel Iglesias       | Daniel Zillmann           |
| Juan                       | Juanes                 |                           |
| Franz (im Original: Hans)  | Flula Borg             | Simon Schwarz             |
| Josef (im Original: Klaus) | Boris Kodjoe           | Florian Danner            |
| Sissi (im Original: Greta) | Sally Phillips         | Mirjam Weichselbraun      |
| Isabella                   | Karla Martínez         |                           |
| Raf                        | Jeremy Sisto           | Michael Iwannek           |
| Animal Control Officer     | Bernardo De Paula      | Steven Gätjen             |

## Produktion
Der Film basiert auf dem 1936 erschienenen Kinderbuch Ferdinand, der Stier (im Original: The Story of Ferdinand) von Munro Leaf und Robert Lawson. Bereits 1938 erschien mit dem Kurzfilm Ferdinand, der Stier von Walt Disney eine erste Verfilmung des Stoffs.

## Auszeichnungen
- Nominiert in den Kategorien Bester Animationsfilm und Bester Filmsong (Home von Nick Jonas) bei den Golden Globe Awards 2018